# 玉虫厨子

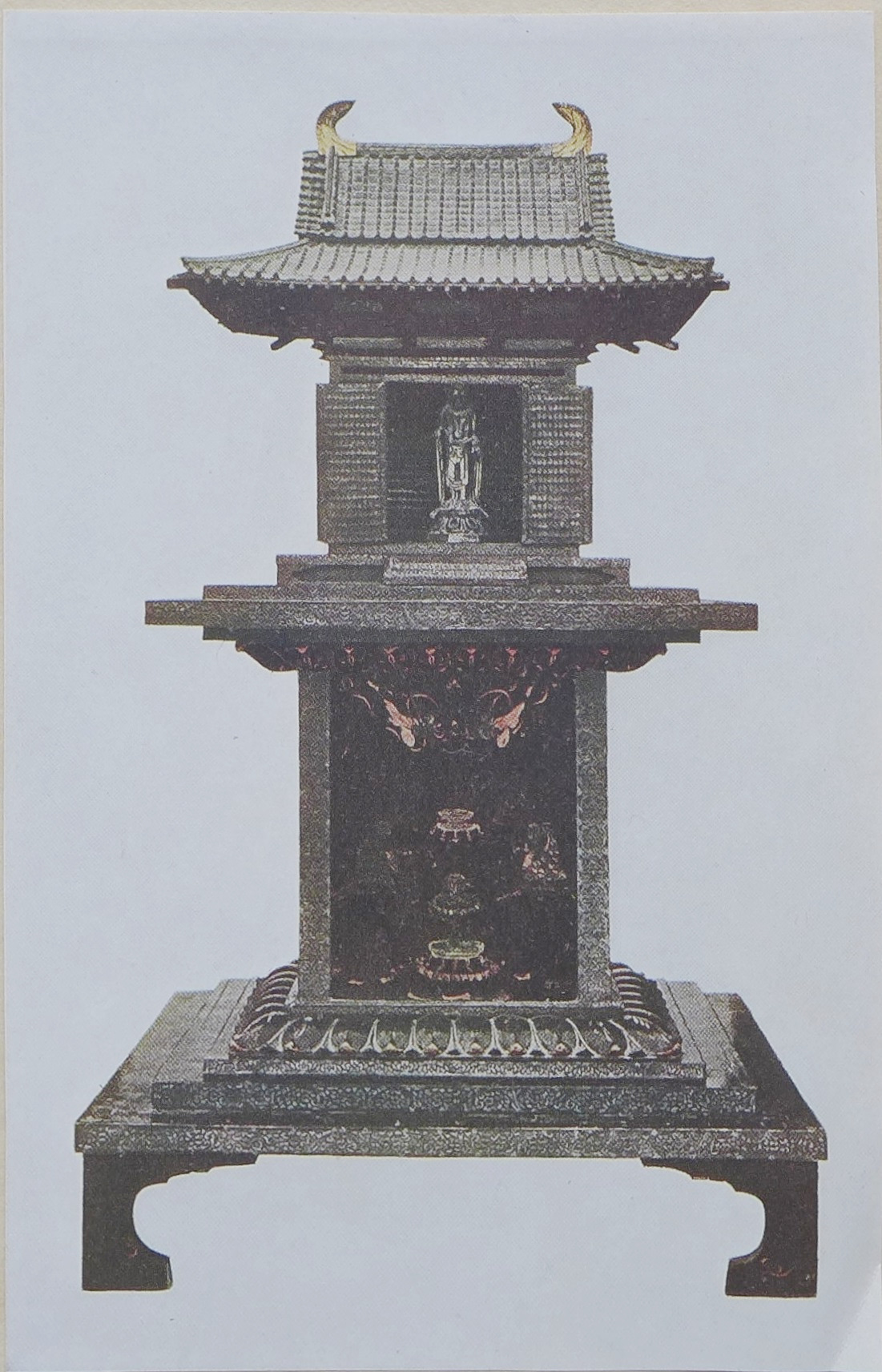
玉虫厨子　全体

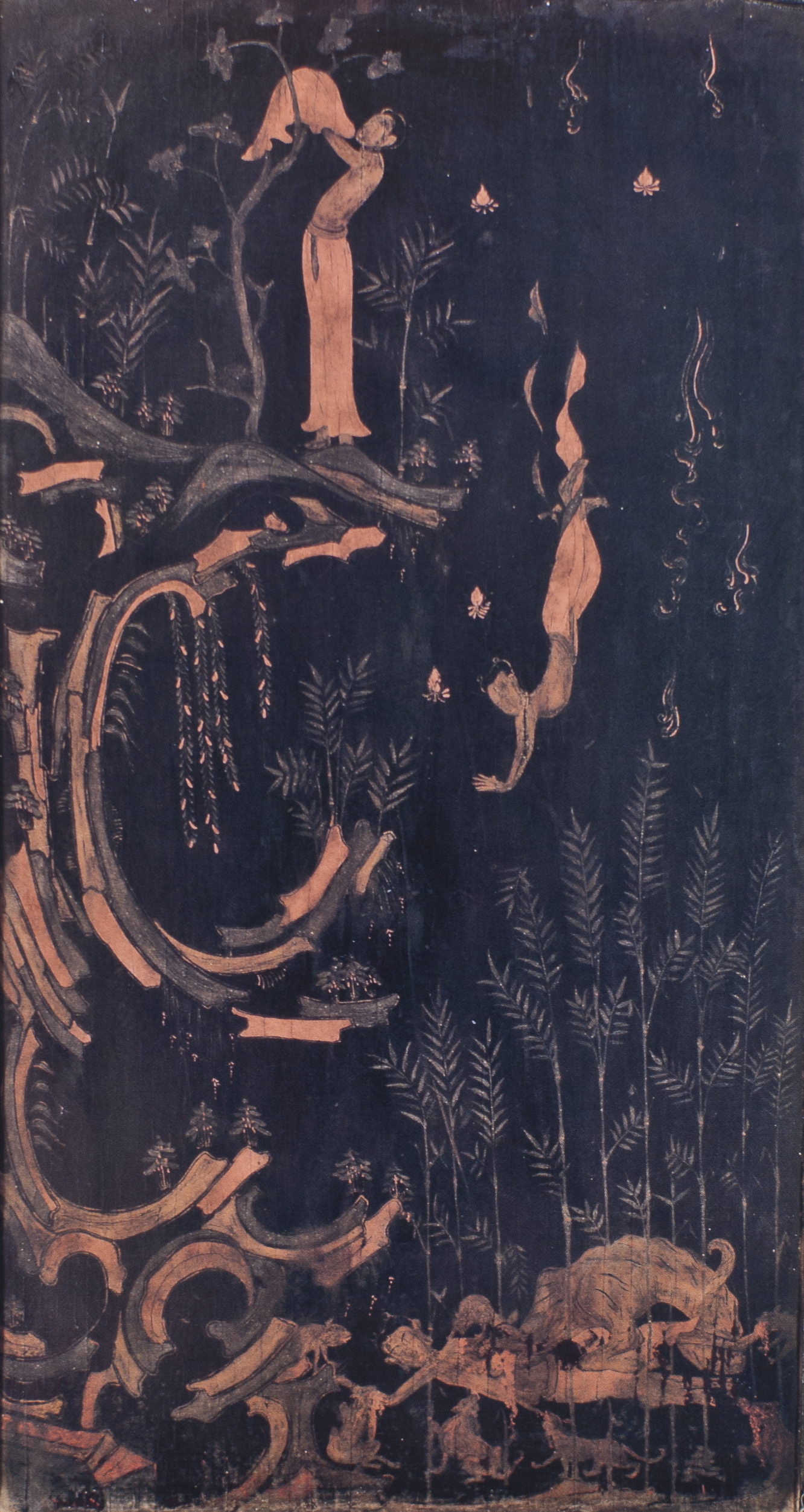
捨身飼虎図（須弥座向かって右面）

玉虫厨子（たまむしのずし）は、奈良県斑鳩町の法隆寺が所蔵する飛鳥時代の厨子。装飾に玉虫の羽を使用していることからこの名がある。国宝に指定されている。

## 概要

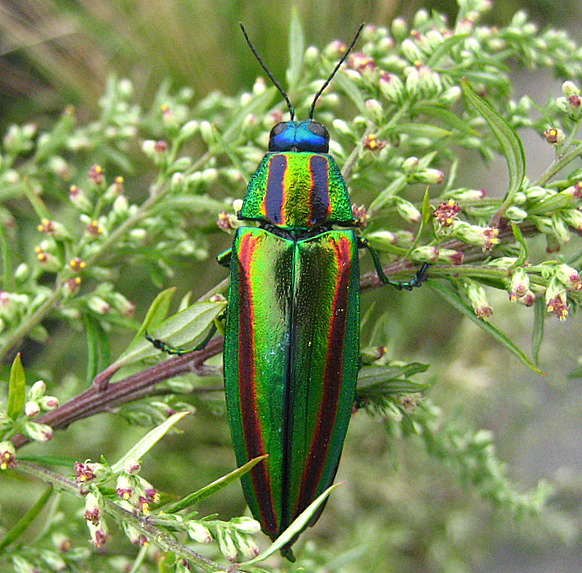
装飾に用いられた玉虫

厨子とは、仏像などの礼拝対象を納めて屋内に安置する、屋根付きの工作物である。厨子にはさまざまな形式のものがあるが、玉虫厨子は実際の仏堂建築の外観を模した造りになっており、古代の日本建築を知るうえでも重要な遺品である。
厨子は高さ約2.3メートル。檜材製だが、蓮弁を彫り出した部分のみ樟材を使用している。全面漆塗装で、扉、羽目板等には朱、黄、緑の顔料を用いて、仏教的主題の絵画を描く。框（かまち）などの細長い部材には金銅透彫の金具を施してある。金銅金具の下には装飾のために玉虫の羽を入れてあるが、現在ではほとんどなくなっている。
厨子は、最下部の台脚部、その上の須弥座部、最上部の宮殿（くうでん）部からなる。宮殿とは厨子の古称である。宮殿部の屋根は錣葺（入母屋造の原形）とする。宮殿部の正面と両側面は観音開きの扉とし、内壁には金銅打ち出しの千仏像が貼り付けてある。宮殿部と須弥座部の各面に絵画を表すほか、蓮弁部など各所に色漆で忍冬文（パルメット模様）、龍頭、雲などを描く。
屋上の金銅鴟尾（しび）は近世に亡失したので補ったものである。もともとの本尊仏像は、三尊仏像であったが、13世紀に盗難にあい、現在は仮に金銅観音像を納めてある。

## 伝来
天平19年（747年）の『法隆寺伽藍縁起并流記資財帳』には金堂に「宮殿像二具」があることを記し、そのうちの「一具金埿押出千仏像」と記載されているものが玉虫厨子にあたると推定されている。「押出」とは、薄い銅板を型に乗せて、槌で叩いて図柄を表した像のことである。鎌倉時代の『古今目録抄』には、「推古天皇御厨子」とあり、「玉虫厨子」という名称は鎌倉時代に遡る。制作年代は7世紀と推定されている。前述のようにもとは、法隆寺金堂に安置してあったが、現在は大宝蔵院に安置してある。

## 絵画

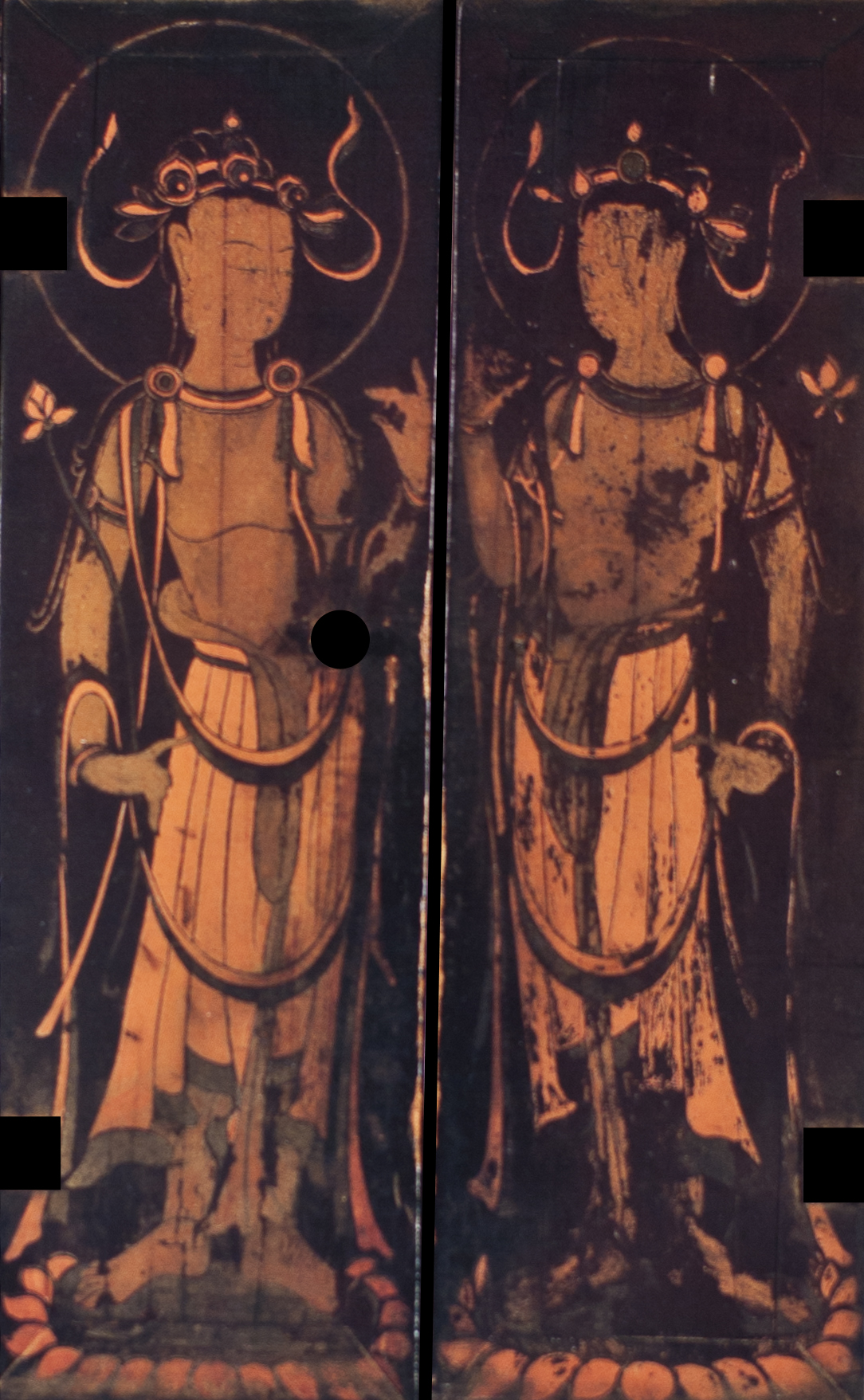
宮殿部向かって左面扉絵 二菩薩

宮殿部正面扉には向かい合って立つ2体の武装神将像を描き、左右扉には各2体の菩薩立像を描く。宮殿部背面に描かれるのは霊鷲山浄土図（りょうじゅせんじょうどず）で、中央に3基の宝塔とその中に坐す仏、その下に岩窟中に坐す4体の羅漢像を描く。これらの左右には日月、飛翔する2体の天人、2体の鳳凰などを描く。
須弥座部は、正面に「舎利供養図」、向かって左側面に「施身聞偈図」（せしんもんげず）、右側面に「捨身飼虎図」（しゃしんしこず）、背面に「須弥山世界図」を描く。なお、「舎利供養図」の画題については異説もある。これらの絵画は朱を主体として、黄、緑を含むわずか3色で描かれている。技法については、漆絵説と顔料を荏胡麻油で溶いた密陀絵とする説、2つの技法を併用しているとする説があるが、併用説が有力となっている。いずれにしても、出土品ではない伝世の漆工芸品としては日本最古の遺品であり、数少ない飛鳥時代絵画の遺品としても重要である。法隆寺の「昭和資財帳」作成の際の再調査では、厨子の蓮弁部分に截金の痕跡が発見され、截金使用の最古例としても注目される。
須弥座の絵画のうち「捨身飼虎図」と「施身聞偈図」はジャータカ、つまり釈迦の前世の物語である。「捨身飼虎図」は、薩埵王子が飢えた虎の母子に自らの肉体を布施するという物語で、出典は『金光明経』「捨身品」である。この図は「異時同図法」の典型的な例としても知られ、王子が衣服を脱ぎ、崖から身を投げ、虎にその身を与えるまでの時間的経過を表現するために、王子の姿が画面中に3回登場する。「施身聞偈図」の出典は『涅槃経』「聖行品」である。画風は素朴であり、山、崖などを表現する際に「C」字形の描線を多用するのが特色である。様式的には、中国魏晋南北朝時代の絵画に近い。

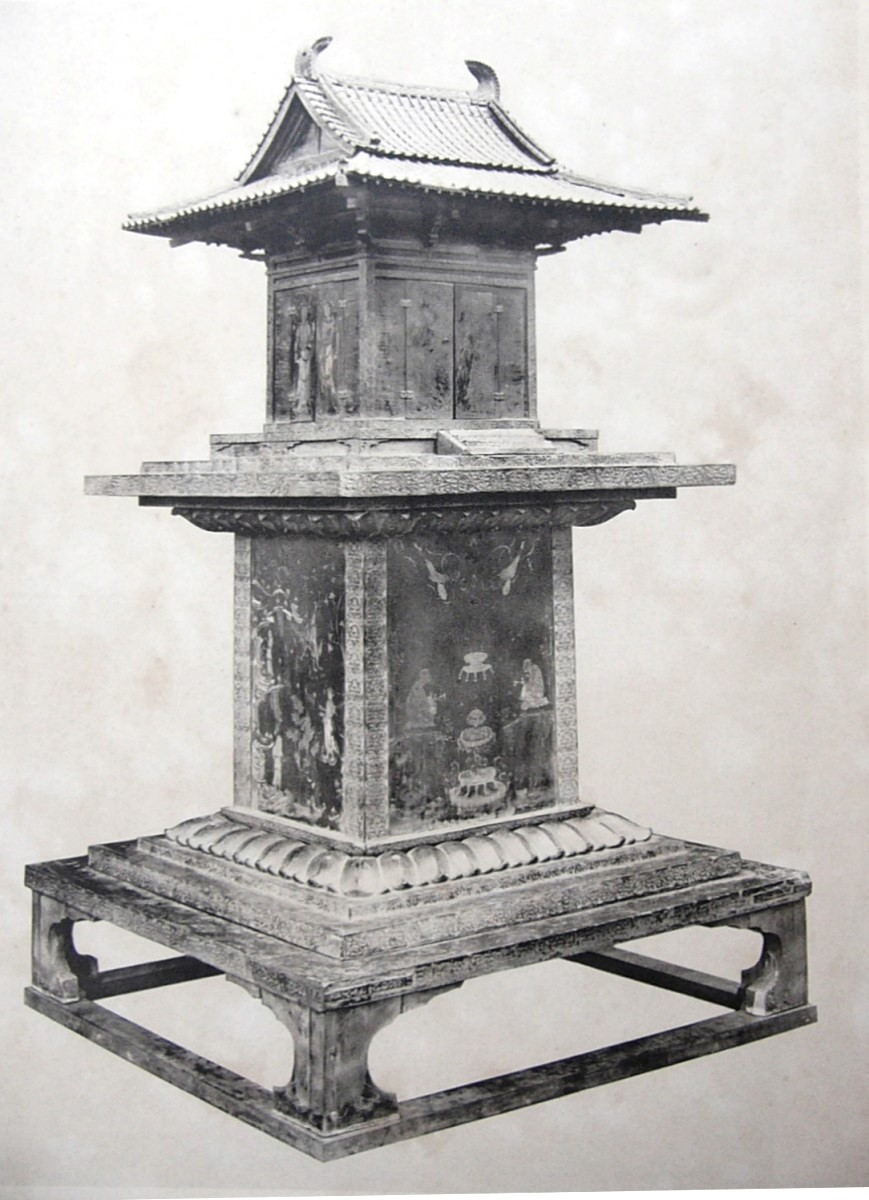
玉虫厨子
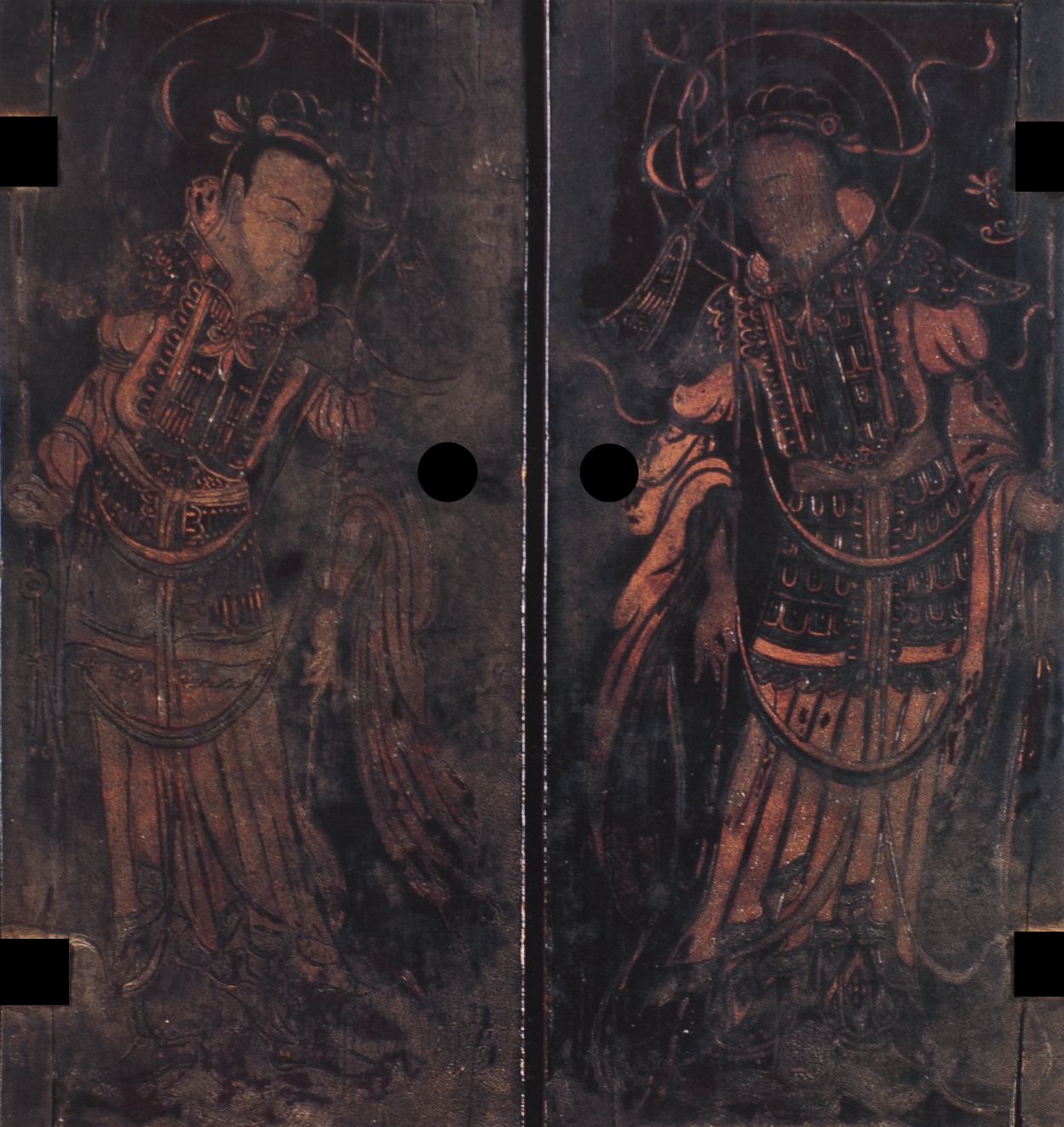
宮殿部正面扉（神将図）
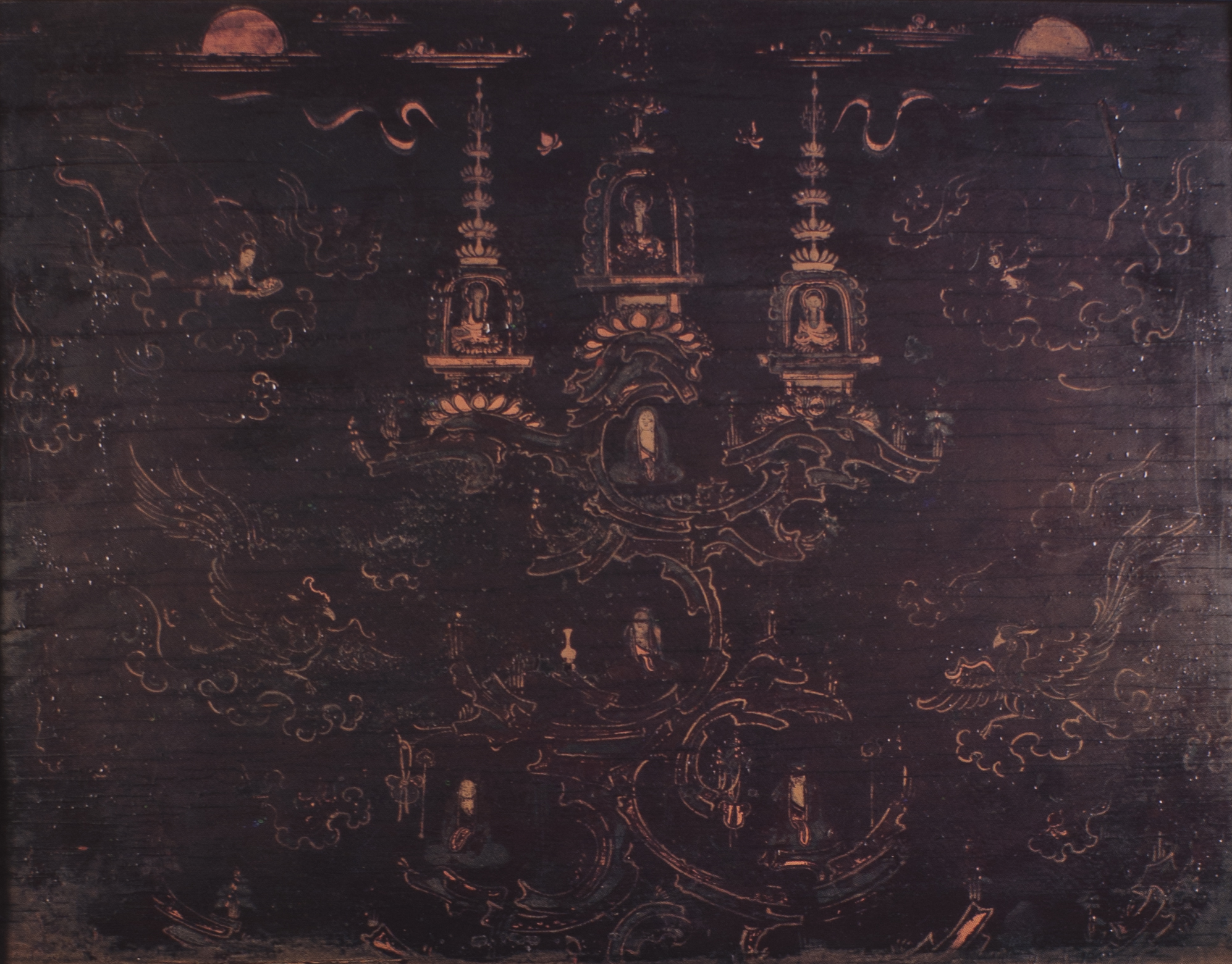
宮殿部背面（霊鷲山図）
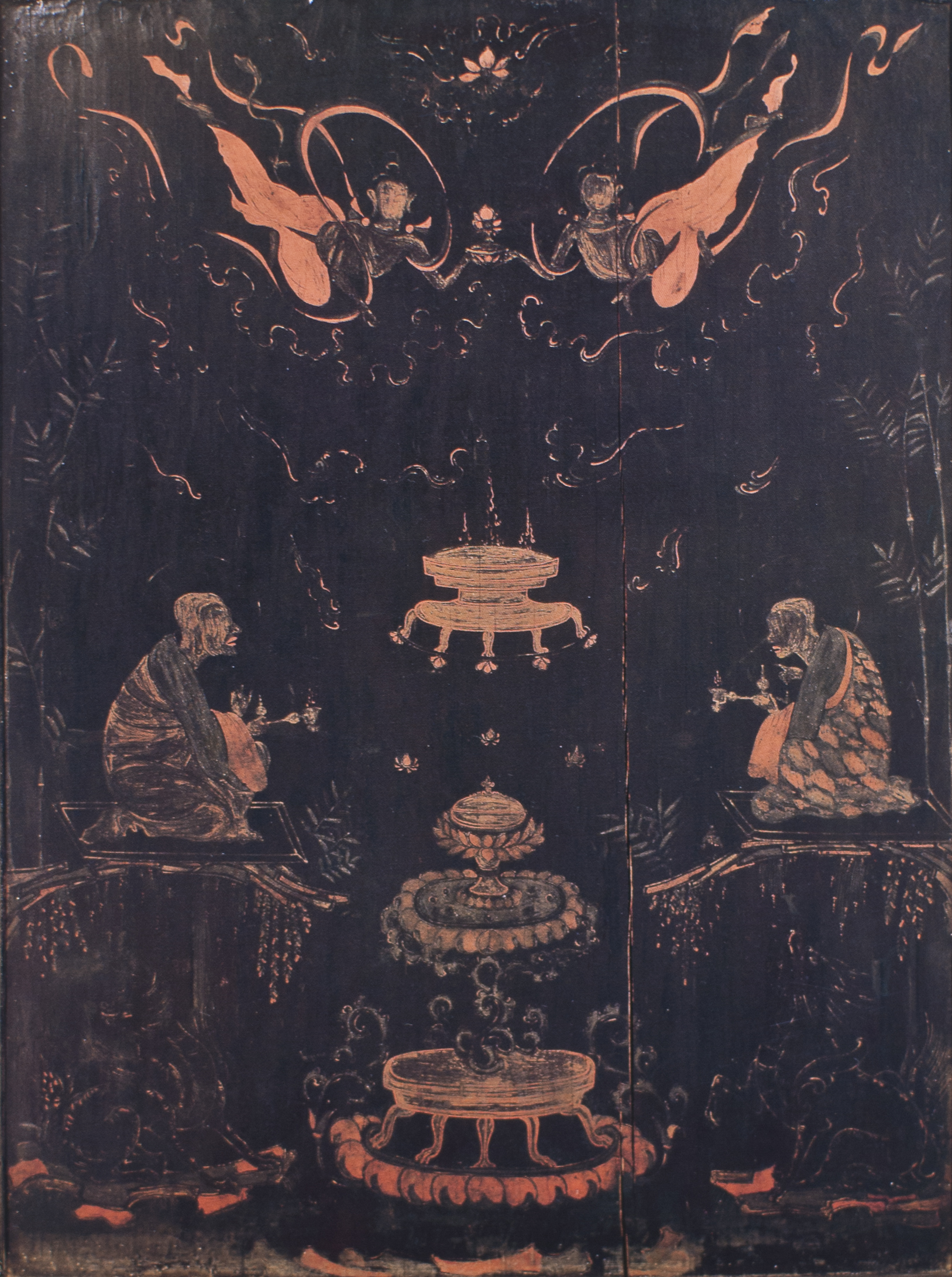
須弥座正面（舎利供養図）
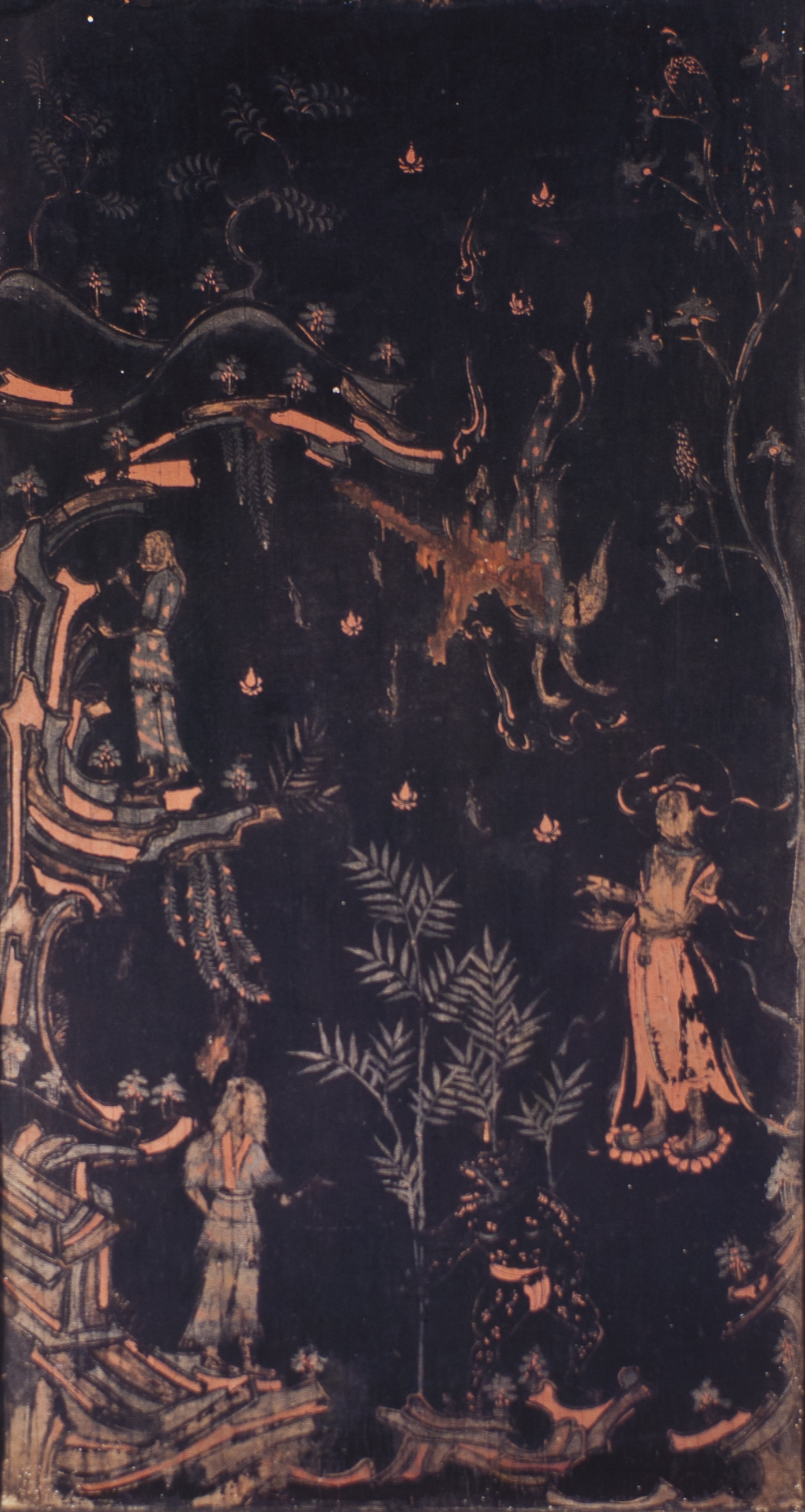
須弥座向かって左面（施身聞偈図）
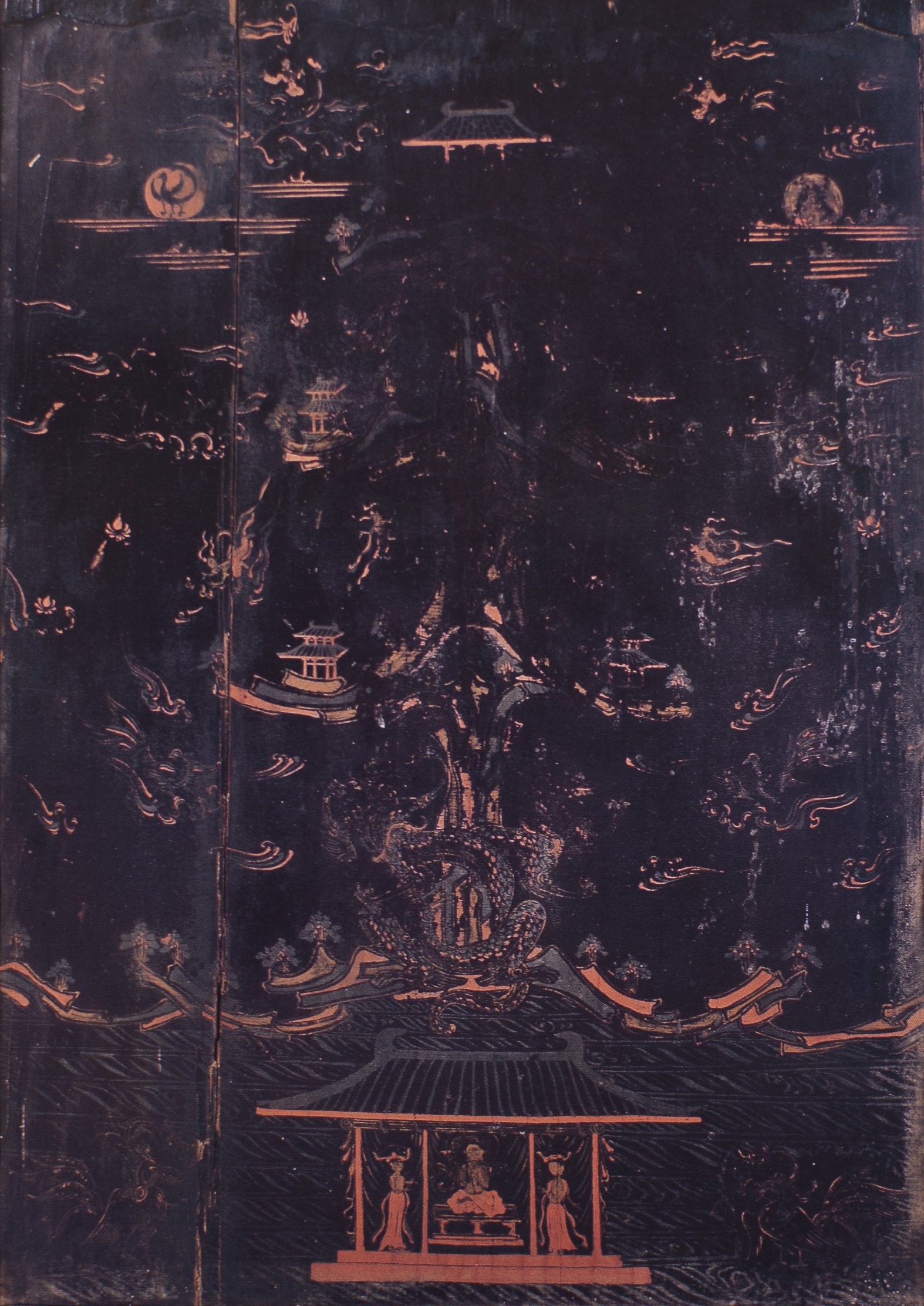
須弥座背面（須弥山世界図）

## 建築的要素
宮殿部の屋根は原始的な入母屋造で、上半の急傾斜部分と下半の傾斜のゆるい屋根面との間に段差をつくる錣葺（しころぶき）とする。軒下の組物は法隆寺西院伽藍にも用いられている雲形肘木とする。雲形肘木の形態などは法隆寺金堂と似るが、異なっている部分も少なくない。金堂では建物側面の組物は壁と直角方向に突出しているのに対し、玉虫厨子の組物は放射状に配置されている。金堂では柱は円柱、軒裏の垂木を角垂木とするのに対し、玉虫厨子は角柱に丸垂木である。玉虫厨子の場合は小型の作品であり、実際の建築物に比べて省略されている部分もあるが、屋根を錣葺とする点、組物の配置など、全体に金堂よりも古い様式を示しており、7世紀の日本仏教建築の様式を知るうえで貴重な資料である。

## 復元レプリカ
現在は玉虫の羽が殆どなくなっていることもあり、制作当時の状態を再現しようとしたレプリカが何度も制作された。
- 日本鱗翅学会制作 - 1960年（昭和35年）。漆芸家の北村大通らが昭和15年の紀元2600年記念として1933年（昭和8年）から制作した複製を元に、日本鱗翅学会が創立15周年の記念事業として日本全国の昆虫採集家や小・中学生に呼びかけて玉虫を集めて完成させたもので、1960年（昭和35年）10月に高島屋大阪店で開催された「昆虫科学展覧会」に出展された[3][4]。2020年現在では漆芸家の北村繁による修復がなされ、高島屋大阪店東別館にある高島屋史料館に展示されている[5]。

- 平成の玉虫厨子 - 中田金太プロデュース。2008年（平成20年）。復刻版と平成版の2基が制作され、復刻版は法隆寺に奉納された[6]。平成版は各地の博物館等で公開されている。2008年度のグッドデザイン賞を受賞している[7]。